# Cerkiew Wniebowstąpienia Pańskiego w Kielcach
Cerkiew Wniebowstąpienia Pańskiego (ros. Вознесенская церковь) – nieistniejąca już kielecka świątynia prawosławna, która znajdowała się na Wzgórzu Zamkowym w miejscu obecnego skweru Stefana Żeromskiego. Cerkiew wzniesiono w latach 1867–1870 dla potrzeb garnizonu wojskowego oraz rosyjskiej kadry urzędniczej napływającej do Kielc na skutek postępującej rusyfikacji administracji.
Budynek cerkwi zlokalizowano na należącym do kościoła katolickiego dawnym placu kanoników krakowskich, tuż obok katedry. W związku z budową świątyni wyburzono okazałą bramę krakowską przebiegającą nad dzisiejszą ulicą Jana Pawła II. Zamiarem projektantów było, aby cerkiew górowała nad miastem. W tym celu usunięto wysokie hełmy z wież pałacu biskupów. Wyłamano również pałacowe portale, które następnie przeniesiono do wznoszonej świątyni.
Cerkiew wyświęcono 21 maja 1870 r. Okazały budynek cerkwi zaprojektował znany architekt Franciszek Ksawery Kowalski. Sobór wybudowano na planie krzyża greckiego miał pięć kopuł i mógł pomieścić 500 wiernych. W 1885 r. świątynię wyniesiono do godności soboru.
Podczas I wojny światowej cerkiew uległa znacznemu zniszczeniu. W latach 1920–1924 budynek świątyni wykorzystywano w charakterze rzymskokatolickiego kościoła garnizonowego. Po jego przeniesieniu do budynku innej byłej cerkwi kieleckiej opustoszały sobór ulegał dalszej dewastacji. Pod koniec lat 20. podjęto decyzję o jego rozbiórce. Ostatecznie obiekt wyburzono w 1933 r. w ramach akcji rewindykacji cerkwi prawosławnych. Na jego miejscu obecnie znajduje się pomnik Armii Krajowej. Jedynym śladem istnienia cerkwi jest murowana popówka przy ulicy Wesołej 35, wybudowana w 1870 r. według projektu Franciszka Ksawerego Kowalskiego.